# Manuel Rödl
Manuel Rödl (* 23. September 1982) ist ein ehemaliger österreichischer Fußballspieler auf der Position eines Verteidigers.

## Karriere
Rödl begann seine Karriere in seinem Heimatort Oberndorf bei Salzburg und kam im Alter von 14 Jahren ins Bundesliga-Nachwuchszentrum nach Salzburg. Mit 18 Jahren spielte er bei den Amateuren von Austria Salzburg in der Westliga. 2002 schaffte er den Sprung in die Kampfmannschaft, kam aber zu keinem Einsatz in der Bundesliga. Nachdem er sich in Salzburg nicht durchsetzen konnte, wechselte der 1,81 Meter große Abwehrspieler nach Untersiebenbrunn in die damalige Erste Division. Ab 1. Jänner 2004 stand Rödl beim FC 07 in Lustenau unter Vertrag und spielte dort zumeist in der Innenverteidigung. Rödl war auch Mannschaftskapitän der Lustenauer.
Im Sommer 2010 wechselte Rödl innerhalb der Ersten Liga und stand bis zu seiner Entlassung im März 2013 beim SKN St. Pölten unter Vertrag. Von 2015 bis 2017 spielte er beim SV Bürmoos, einem Verein in der 1. Salzburger Landesliga (5. österreichische Leistungsstufe). Anschließend war dort ein Jahr als Trainer tätig.

## Titel und Erfolge
- 1 × Meister Regionalliga West: 2006 (FC Lustenau 07)